# Героїчна доба дослідження Антарктики
Героїчна доба дослідження Антарктики (1897 - 1922 рр) - період, що тривав з кінця 19 століття до завершення Першої світової війни. Протягом цього часу Антарктида була в центрі уваги всесвітньої наукової спільноти. Ця цікавість вилилась в інтенсивну наукову діяльність та географічні дослідження, в рамках яких десятьма країнами було організовано 17 визначних антарктичних експедицій. Дослідники були обмежені у ресурсах і засобах, адже на той час в транспортних та комунікаційних технологіях ще не настав прогрес, який докорінно змінив процес досліджень. З цих умов кожна експедиція ставала нелюдським випробуванням фізичних та психічних можливостей дослідників, що іноді вело до фатальних наслідків. Протягом цього періоду загинуло 19 членів експедицій. Саме цей критерій охарактеризував епоху як героїчну.
У ході цих експедицій було досягнуті географічний та магнітний полюси. Кілька експедицій прагнули першими побувати на Південному полюсі, а для Руяля Амундсена це була принципова ціль експедиції. Крім цього, дослідники працювали з цілком осяжними завданнями в різних частинах континенту. Завдяки їхній діяльності, більша частина берегової лінії Антарктиди була відкрита і нанесена на карту, а також досліджені значні території вглиб континенту. В експедиціях було зібрано величезний об'єм даних та зразків для широкого спектра наукових дисциплін, які вчені потім вивчатимуть та аналізуватимуть протягом кількох десятиліть. Історики вважають, що Експедиція Шеклтона-Роветта 1921–1922 рр. поклала край «героїчній» добі та започаткувала епоху «механічну».

## Витоки

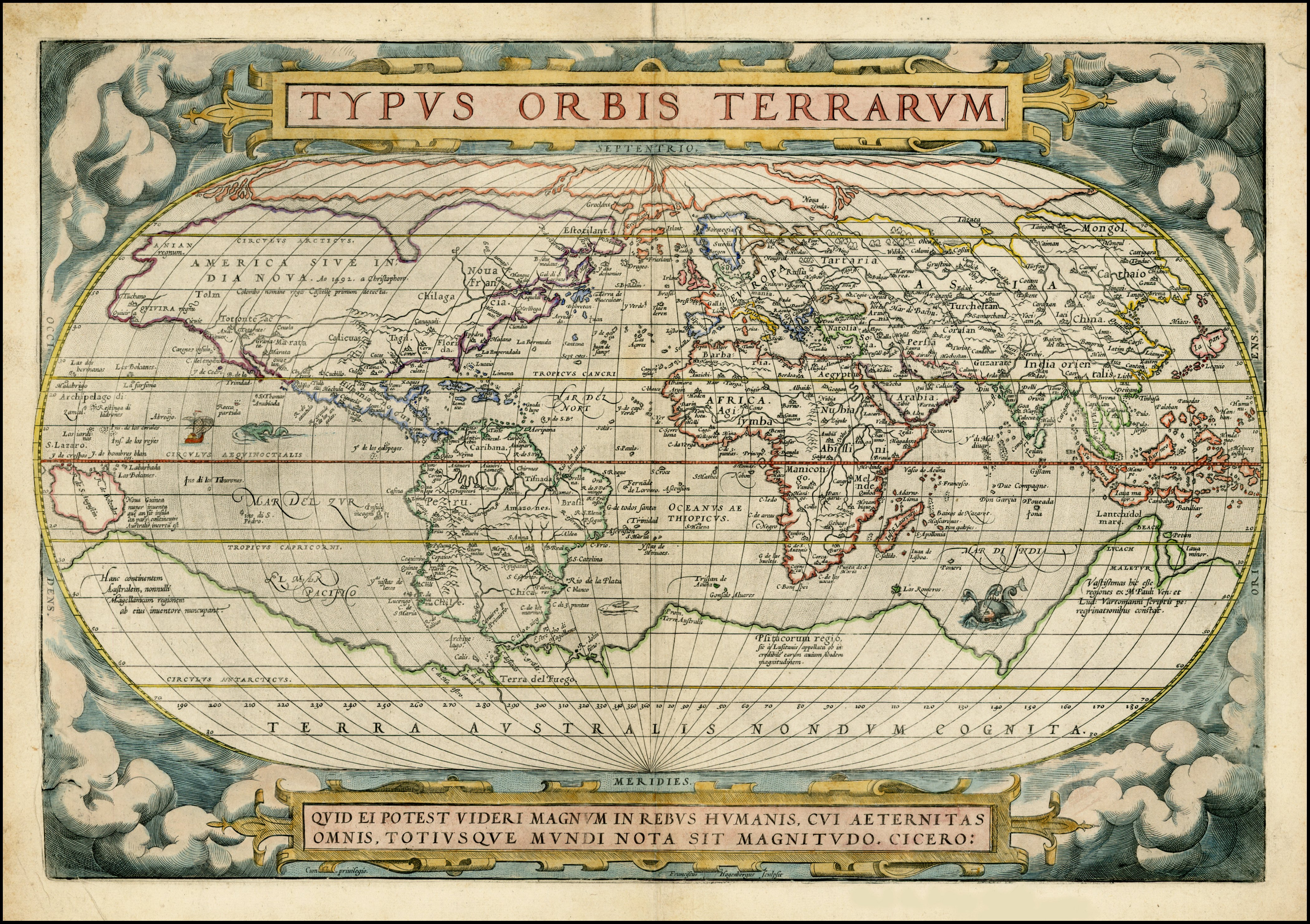
Terra Australis Nondum Cognita - гіпотетичне зображення невідомого континенту в нижній частині мапи Абрагама Ортеліуса, 1570 р.

Мета дослідити Антарктиду мала епізодичний характер впродовж кількох століть; Героїчна доба не була безпрецедентною в своєму інтересі до Антарктиди. Британський дослідник Джеймс Кук - один з небагатьох, хто намагався дістатись південної частини світу. Його відкриття у другому плаванні (1772–1775 рр) назавжди змінили карту світу. Також Кук спростував уявлення, що континент, відомий як Terra Australis, займав більшу частину Південної півкулі. Він припустив, що враховуючи такі значні льодові маси, крізь які неможливо пробитись, має бути земля, де цей лід утворився.  Після того, дослідження південного континенту не ініціювались.
Наступний спалах інтересу відбувся в період з 1819 по 1843 роки. Як тільки Європа оговталась від революції, війни та соціального безладу, дослідники Фадей Беллінсгаузен, Джон Біскоу, Джон Баллені, Чарлз Вілкс, Жуль Дюмон-Дюрвілл та Джеймс Кларк Росс вирішили дізнатись більше про Антарктику.  Основною їх метою було проникнути крізь льодовий бар'єр, за яким надійно ховалась Антарктида. Так, Біллінгсгаузен здійснив плавання навколо регіону, Дюмон-Дюрвілль вперше натрапив на кам'яні ділянки суші, а Вілкес відкрив Землю Вікторії з вулканами, що зараз відомі як гори Террор і Еребус. Попри значимість цих відкриттів для вивчення Південного регіону, на карті вони позначались лише пунктиром вздовж відкритого узбережжя континенту, адже дослідники були неспроможні потрапити вглиб материка.

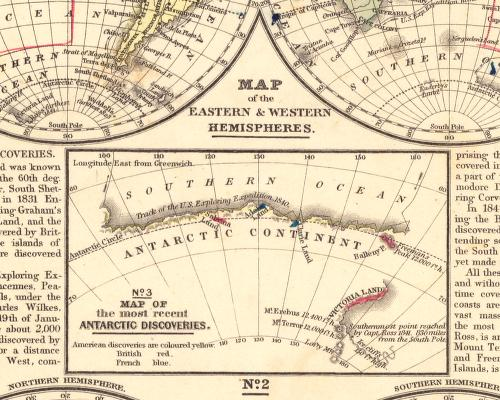
Антарктичний регіон, 1848 р.

За цим слідував період, який історик Х'юго Роберт Мілл назвав "добою втрати цікавості". Джеймс Росс, після експедиції на військових кораблях Еребус та Террор (січень 1841 р.), висловив припущення, що на далекому Півдні не може бути наукових відкриттів або «проблем», які варто дослідити. Вважається, що ця позиція Росса, а також трагічна втрата всього екіпажу експедиції Франкліна в Арктиці, демотивували зокрема Лондонське королівське товариство — організації, що сприяла багатьом антарктичним дослідженням, в тому числі Шеклетона і Скотта. Протягом наступних двадцяти років після повернення Росса, в цій галузі на міжнародному рівні тривало затишшя.

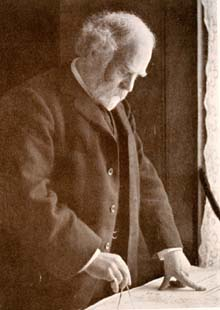
Сер Джон Мюррей

Немає однозначної відповіді, яка саме країна дала поштовх Героїчній добі досліджень Антарктиди. Джордж фон Ноймаєр із Гамбурга, також дослідник Антарктики, працював в обсерваторії в Мельбурні і в 1861 році намагався відродити науковий інтерес до регіону. Він був переконаний, що дослідження Південного полюсу важливе для метеорології і ці знання допоможуть більш точно прогнозувати погоду.
Чинник з боку Британії, тісно пов'язаний з епохою - це лекція доктора Джона Мюррея під назвою "Відновлення досліджень в Антарктиці", з якою він виступив у Королівському географічному товаристві в Лондоні 27 листопада 1893 р. Мюррей закликав до активізації вивчення Антарктики, щоб "розв'язати відкриті географічні питання, що постають на Півдні". Королівське географічне товариство ще у 1887 р. створило Антарктичний комітет, який успішно спонукав багатьох китобоїв досліджувати південні широти. У серпні 1895 р. 6-й міжнародний географічний конгрес у Лондоні прийняв резолюцію, в якій закликав наукові товариства по всьому світу сприяти дослідженням Антарктики "всіма можливими способами", адже "майже кожна галузь науки зможе почерпнути щось для себе".
Одним із перших, хто ступив на материкову частину Антарктики, в ході китобійного плавання, був норвежець Карстен Борхгревінк. Він звернувся у Королівське географічне товариство з проханням підтримати його план повномасштабного першопроходу по Антарктиді з базою на мисі Адер.
Вдкриттям Героїчної доби можна вважати експедицію Бельгійського географічного товариства у 1897 році; Борхгревінк втілив свій задум роком пізніше, заручившись фінансовою підтримкою приватних спонсорів.
Визначення "Героїчна доба" з'явилось задовго після самої епохи, коли саме і хто його вигадав досі невідомо; термін не згадується в жодному з ранніх експедиційних звітів та мемуарів, а також в біографіях полярників, написаних впродовж 1920-1930-х років. Британський дослідник Дункан Карс використав цей епітет в статті дляThe Times у березні 1956 р. Описуючи перший траверс Південної Джорджії в 1916 році, він згадував "трьох чоловіків з героїчної доби дослідження Антарктики, зв'язаних 15-метровою мотузкою та зі столярним рубанком в руках".

## Експедиції, 1897—1922
Примітки

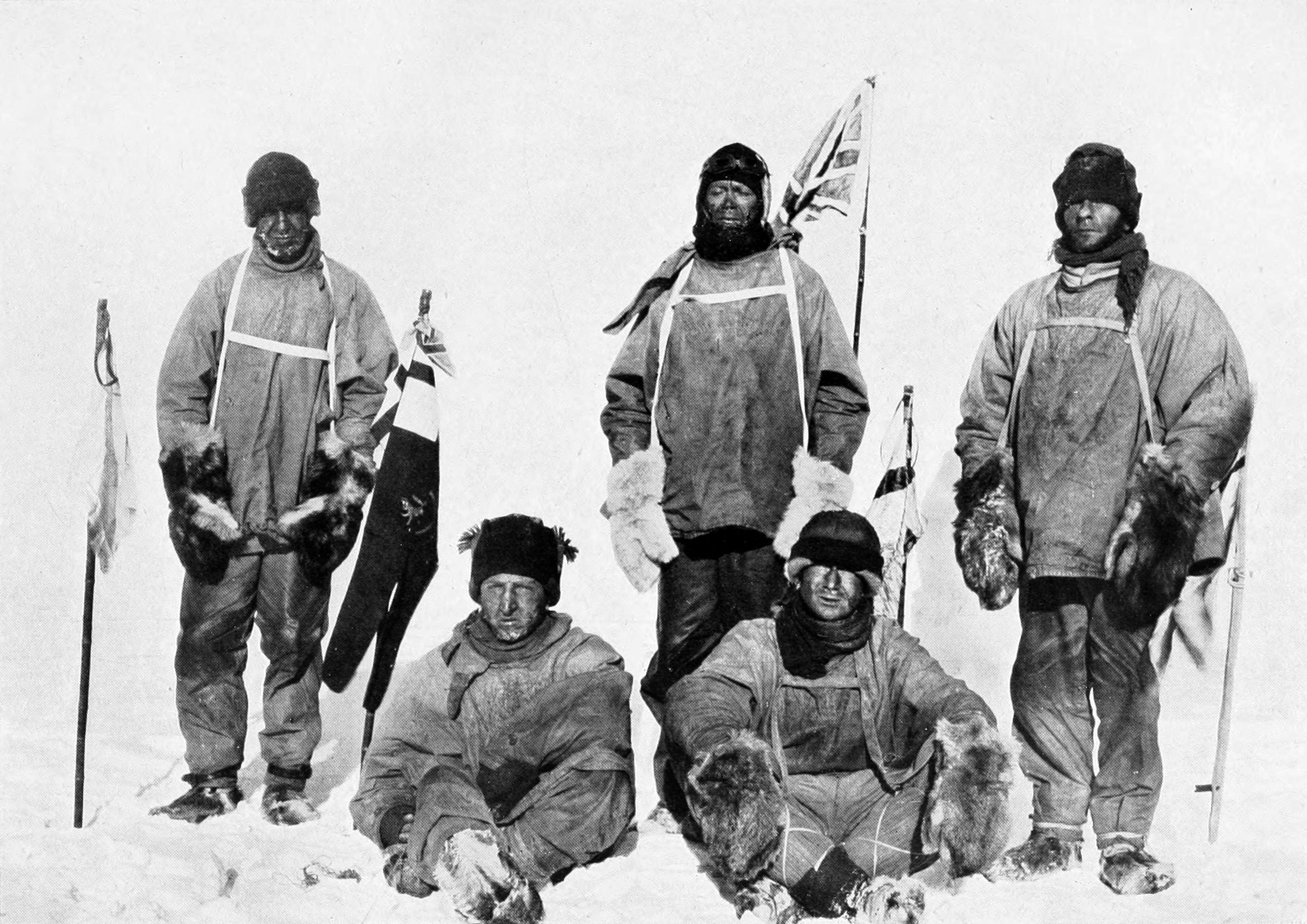
Команда Роберта Скотта на Південному полюсі, 17 січня 1912 р. На фото в повний зріст зліва направо: Лоуренс Оутс, Роберт Скотт, Едгар Еванс; сидячи: Генрі Боуерс, Едвард Вілсон

1. Підсумки в таблиці не включають наукові роботи, проведені цими експедиціями. Кожна з них привезла знахідки та зразки для вивчення в широкому спектрі дисциплін.
2. Таблиця не включає численні китобійні походи, що відбулися в цей період, або субантарктичні експедиції, які не перетнули антарктичне коло.[17] Також не врахована експедиція Коупа 1920–22 рр, яку не вдалось втілити через брак фінансування (хоча двоє чоловіків висадились з норвезького китобійця і провели рік на Антарктичному півострові).[18] Три експедиції, заплановані на 1914 рік, були скасовані у зв'язку з початком Першої світової війни: австрійська антарктична експедиція, яку мав очолити Фелікс Кеніг; англо-шведська експедиція на чолі з Отто Норденскьольдом і Юганом Гуннаром Ендерсоном; та британська експедиція під керівництвом Джозефа Фостера Стекхауза[en].[19]
3. † означає, що керівник загинув під час експедиції

| Дати      | Країна                     | Назва експедиції                                                         | Судно                                                                                | Керівник              | Огляд експедиції | Джерела              |
| --------- | -------------------------- | ------------------------------------------------------------------------ | ------------------------------------------------------------------------------------ | --------------------- | --- | -------------------- |
| 1897–99   | Бельгія                    | Бельгійська Антарктична експедиція                                       | Бельгіка                                                                             | Адріен де Герлаш      | Перша експедиція, що перезимувала в межах Південного полярного кола (вимушений крок, внаслідок обледеніння судна в морі Беллінгсгаузена). Вперше зібраний цикл річних спостережень за Антарктикою. Досятгнуто 71°30'S, відкрито протоку Герлаш. Перший помічник Руаль Амундсен пізніше очолить похід на Південний полюс у 1911 році, і досягне його вперше в історії.                                             | [ 1 ] [ 20 ] [ 21 ]  |
| 1898–1900 | Велика Британія            | Британська Антарктична експедиція 1898 (Експедиція Південного Хреста)    | Південний Хрест                                                                      | Карстен Борхгревінк   | Перша експедиція з зимівлею на материку (мис Адер). Вперше застосовані собаки та сани. Перше сходження на Великий льодовий бар'єр (тогочасна назва шельфового льодовика Росса), рекорд досягнення найпівденнішої точки 79°30'. Визнчено розташування Південного магнітного полюса. | [ 22 ] [ 23 ] [ 24 ] |
| 1901–04   | Велика Британія            | Національна Антарктивна експедиція 1901 (Експедиція на «Діскавері»)      | Діскавері (головне судноl) Морнінг(гуманітарне судно) Терра Нова (гуманітарне судно) | Роберт Фолкон Скотт   | Перша з кількох експедицій, що базувалися в протоці Мак-Мердо. Здійснено першопрохід Західними горами на землі Вікторії і відкрито полярне плато. Досягнута нова найпівденніша точка 82°17'S. Відкрито, нанесено на карту та названо багато інших географічних об'єктів. | [ 26 ] [ 27 ] [ 28 ] |
| 1901–03   | Німеччина                  | Перша німецька Антарктична експедиція (Експедиція на «Гаусі»)            | Гаус                                                                                 | Еріх фон Дригальскі   | Експедиція досліджувала східну Антарктиду. Відкрито узбережжя землі Вільгельма II та гору Гаус. Корабель експедиції потрапив у зону тиску льодових мас, що завадило більш масштабним дослідженням. | [ 29 ] [ 30 ] [ 31 ] |
| 1901–03   | Швеція                     | Шведська Антарктична експедиція                                          | Антарктида (головне судно) Уругвай (допоміжне судно)                                 | Отто Норденскйольд    | Експедиція працювала в східному прибережному районі землі Греяма. Екіпаж змушений був висадитись на островах Сноу Хілл та Полет в морі Ведделла внаслідок затоплення головного експедиційного корабля. Команду врятувало аргентинське військово-морське судно «Уругвай». | [ 32 ] [ 33 ] [ 34 ] |
| 1902–04   | Велика Британія            | Шотландська національна Антарктична експедиція                           | Скотія                                                                               | Вільям Спейрз Брюс    | Заснована постійна метеостанція Оркадас на Південних Оркнейських островах. Досягнуто точки 74°01'S в морі Ведделла, відкрито узбережжя землі Коутса, що визначає східні межі моря. | [ 35 ]               |
| 1903–05   | Франція                    | Третя французька Антарктична експедиція                                  | Франсе                                                                               | Жан-Батист Шарко      | Експедиція спочатку була ініційована для порятунку команди Норденскйольда. Основна діяльність — створення мапи островів та західного узбережжя землі Греяма на Антарктичному півострові. Досліджено ділянку узбережжя і названо землею Луб на честь президента Франції Еміля Лубе. | [ 32 ] [ 35 ]        |
| 1907–09   | Велика Британія            | Британська Антарктична експедиція 1907 (Експедиція «Німрода»)            | Німрод                                                                               | Ернест Шеклтон        | Перша експедиція під керівництвом Шеклтона. Базовий табір — в протоці Мак-Мердо. Розвідано маршрут до Південного полюсу через льодовик Бірдмора, та вперше застосовано моторизований транспорт. Новий рекорд досягнення найпівденнішої точки 88°23', за 97 миль до Південного полюсу. Північна партія досягла Південного магнітного полюсу.                                                                       | [ 36 ]               |
| 1908–10   | Франція                    | Четверта французька Антарктична експедиція                               | Пуркуа-Па? IV                                                                        | Жан-Батист Шарко      | Продовжили попередні дослідження моря Белінсгаузена. Відкрито острови та інші об'єкти, включно з бухтами Маргарити і Міккельсена, островів Шарко, Рено та Ротшильд. | [ 37 ]               |
| 1910–12   | Японія                     | Японська антарктична експедиція                                          | Кайнан-мару                                                                          | Нобу Сірасе           | Перша не європейська експедиція. Досліджено берегову лінію півострова Едуарда VII. Розвідано східну частину Великого льодового бар'єру до точки 80°5'S. | [ 38 ] [ 39 ]        |
| 1910–12   | Норвегія                   | Експедиція Амундсена на Південний полюс                                  | Фрам                                                                                 | Руаль Амундсен        | Перші експедиція, що досягла Південного полюсу: Амундсен встановив табір на Великому льодовому бар'єрі поблизу Китової бухти. Прокладено новий маршрут до полярного плато через льодвик Акселя Хейберга. Партія з п'яти учасників на чолі з Амундсеном досягла Полюсу 14 грудня 1911. | [ 40 ]               |
| 1910–13   | Велика Британія            | Британська Антарктична експедиція 1910 (Експедиція на «Терра Нова»)      | Терра Нова                                                                           | Роберт Фолкон Скотт † | Остання експедиція Скотта, що так само базувалась на Мак-Мердо. Партія із п'яти дослідників на чолі зі Скоттом дійшла до Полюсу по маршруту через льодовик Бірдмора 17 січня 1912, на 33 дні пізніше, ніж Амундсен. Всі п'ятеро загинули на зворотньому шляху від голоду та переохолодження. | [ 41 ]               |
| 1911–13   | Німеччина                  | Друга німецька Антарктична експедиція                                    | Дойчланд                                                                             | Вільгельм Фільхнер    | Основна ціль — встановити природу географічної взаємодії морів Ведделла та Росса. Було досягнуто найпівденнішої на той час точки в морі Ведделла — 77°45'S. Відкрито берег Луїтпольда, шельфовий льодовик Фільхнера та бухту Вазеля. Організувати материкову базу для подальших досліджень не вдалось, і після тривалого дрейфу в пакових льодах моря Ведделла експедиція повернулась на Південну Джорджію.       | [ 42 ]               |
| 1911–14   | Австралія та Нова Зеландія | Австралазійська Антарктична експедиція                                   | Аврора                                                                               | Дуглас Моусон         | Експедиція зосереджувалась на ділянці узбережжя Антарктики між мисом Адер та горою Гаус. Регіон нанесли на карту та провели огляд прибережних і внутрішніх територій. Відкрито затоку Співдружності, льодовик Нінніс, льодовик Мерц та землю королеви Мері. | [ 43 ]               |
| 1914–17   | Велика Британія            | Імперська трансантарктична експедиція                                    | Енд'юренс                                                                            | Ернест Шеклтон        | Ще одна спроба перетинути континент. Корабель був застиснутий паковими льодами у морі Веддела не досягнувши берега. Після затоплення судна, команда дрейфувала на криголині кілька місяців. Щоб врятувати свій екіпаж, Шеклтон з чотирма напарниками здійснили плавання на відкритому човні до Південної Джорджії та вперше перетнули острів через гори. Попри тривалі випробування, всі члени експедиції вижили. |                      |
| 1914–17   | Велика Британія            | Партія в морі Росса на підтримку Імперської трансантарктичної експедиції | Аврора                                                                               | Енеас Макінтош †      | Мета експедиції — організувати склади запасів вздовж маршруту через Великий льодовий бар'єр, для забезпечення партії Шеклтона, що мала перетнути континент від моря Ведделла. Всі необхідні запаси було закладено, але в процесі троє учасників походу, включно із лідером Макінтошем, загинули. |                      |
| 1921–22   | Велика Британія            | Експедиція Шеклтона — Роветта                                            | Квест                                                                                | Ернест Шеклтон †      | Серед нечітко визначених цілей були прибережне картографування, імовірне навколоконтинентальне плавання, огляд субантарктичних островів та океанографічні дослідження. Після смерті Шеклтона 5 січня 1922 року, експедиція, перш ніж повернутись додому, все ж виконала скорочену програму досліджень. |                      |

## Загиблі в героїчні добу
В Героїчніу добу під час антарктичних експедицій загинули двадцять дві людини. З них четверо померли від хвороб, не пов'язаних з перебуванням в Антарктиді, двоє померли від нещасних випадків у Новій Зеландії, і один - у Франції. Решта 15 загинули під час роботи на антарктичному континенті або поблизу нього. 
| Експедиція                                                 | Дослідник                 | Країна          | Дата смерті       | Місце смерті                         | Причина                                    | Джерела              |
| ---------------------------------------------------------- | ------------------------- | --------------- | ----------------- | ------------------------------------ | ------------------------------------------ | -------------------- |
| Бельгійська Антарктична експедиція                         | Карл Август В'єнкле       | Норвегія        | 22 січня 1898     | Південні Шетландські острови         | Падіння за борт під час шторму, утоплення. |                      |
| Бельгійська Антарктична експедиція                         | Еміль Данко               | Бельгія         | 5 червня 1898     | Море Беллінсгаузена                  | Серцева недостатність                      |                      |
| Експедиція "Південного Хреста"                             | Ніколай Нансен            | Норвегія        | 14 жовтня 1899    | Мис Адер                             | Шлунково-кишковий розлад                   | [ 44 ]               |
| Експедиція на "Діскавері"                                  | Чарльз Боннор             | Велика Британія | 2 грудня 1901     | Затока Літтелтон, Нова Зеландія      | Падіння з мачти                            |                      |
| Експедиція на "Діскавері"                                  | Джордж Вінс               | Велика Британія | 11 березня 1902   | Острів Росса                         | Падіння з льодового обриву                 |                      |
| Перша німецька Антарктична експедиція                      | Джозеф Енценшпергер       | Німеччина       | 2 лютого 1903     | Острів Кергелен                      | Бері-бері                                  |                      |
| Шведська Антарктична експедиція                            | Оле Крістіан Веннерсгаард | Швеція          | 7 червня 1903     | Острів Полет                         | Серцева недостатність                      |                      |
| Шотландська національна Антарктична експедиція             | Алан Ремзі                | Велика Британія | 6 серпня 1903     | Південні Оркнейські острови          | Серцева недостатність                      |                      |
| Третя французька Антарктична експедиція                    | Ф. Меінан                 | Франція         | 15 серпня 1903    | Гавр, Франція                        | Удар розірваним тросом                     | [48]                 |
| Експедиція на "Терра Нова"                                 | Едгар Еванс               | Велика Британія | 17 лютого 1912    | Льодовик Бірдмора, Антарктида        | Травма голови, голод, переохолодження      |                      |
| Експедиція на "Терра Нова"                                 | Лоуренс Оутс              | Велика Британія | 17 березня 1912   | Шельфовий льодовик Росса, Антарктида | Голод та переохолодження                   |                      |
| Експедиція на "Терра Нова"                                 | Роберт Фолкон Скотт       | Велика Британія | 29 березня 1912   | Шельфовий льодовик Росса, Антарктида | Голод та переохолодження                   |                      |
| Експедиція на "Терра Нова"                                 | Едвард Вілсон             | Велика Британія | 29 березня 1912   | Шельфовий льодовик Росса, Антарктида | Голод та переохолодження                   |                      |
| Експедиція на "Терра Нова"                                 | Генрі Боуерс              | Велика Британія | 29 березня 1912   | Шельфовий льодовик Росса, Антарктида | Голод та переохолодження                   |                      |
| Експедиція на "Терра Нова"                                 | Роберт Бріссенден         | Велика Британія | 17 серпня 1912    | Затока Адміралті, Нова Зеландія      | Утоплення                                  |                      |
| Друга німецька Антарктична експедиція                      | Вальтер Шлоссарчик        | Німеччина       | 26 листопада 1911 | Гора Д'юс, Південня Джорджія         | Суїцид або нещасний випадок                |                      |
| Друга німецька Антарктична експедиція                      | Ріхард Вазель             | Німеччина       | 8 серпня 1912     | Море Ведделла                        | Сифіліс                                    | [ 45 ] [ 46 ] [ 47 ] |
| Австралазійська Антарктична експедиція                     | Белграв Нінніс            | Велика Британія | 14 грудня 1912    | Земля Георга V, Антарктида           | Падіння в тріщину льодовика                | [ 48 ]               |
| Австралазійська Антарктична експедиція                     | Хав'єр Мерц               | Швейцарія       | 7 січня 1913      | Земля Георга V, Антарктида           | Гіпервітаміноз А                           | [ 48 ]               |
| Імперська трансантарктична експедиція(Партія в морі Росса) | Арнольд Спенсер-Сміт      | Велика Британія | 9 березня 1916    | Шельфовий льодовик Росса, Антарктида | Цинга і переохолодження                    |                      |
| Імперська трансантарктична експедиція(Партія в морі Росса) | Енеас Макінтош            | Велика Британія | 8 травня 1916     | Мак-Мердо, Антарктида                | Провалився крізь морський лід              |                      |
| Імперська трансантарктична експедиція(Партія в морі Росса) | Віктор Хейворд            | Велика Британія | 8 травня 1916     | Мак-Мердо, Антарктида                | Провалився крізь морський лід              |                      |
| Експедиція Шеклтона – Роветта                              | Ернест Шеклтон            | Велика Британія | 5 січня 1922      | Південня Джорджія                    | Серцевий напад                             |                      |

Ще п’ять чоловіків загинули незадовго після повернення з Антарктики (не врахочуючи багатьох загиблих в Першій світовій війні )
- Енгебрет Кнудсен, учасник бельгійської Антарктичної експедиції. Страждав симптомами психічної хвороби, від якої так і не одужав, помер у 1900 р.[49]
- Харлоф Кловстад, лікар експедиції Південного хреста. Помер з невідомих причин у 1900 р.[50]
- Йорген Петерсен, перший помічник на Південному Хресті, помер на кораблі у 1900 році, повертаючись з Австралії.
- Бертрам Ермітедж, учасник експедиції "Німрода", покінчив життя самогубством 12 березня 1910 року.[51]
- Хяльмар Йохансен, учасник експедиції Амундсена, покінчив життя самогубством 9 січня 1913 р.[52]

## Кінець героїчної доби
Експедицію "Енд'юренс" Шеклтона часто вважають кульмінацією героїчної доби дослідження Антарктиди. Історики схиляються до того, що кінець епохи настав зі смертю Шеклтона, 5 січня 1922 року, позиціонуючи експедицію Шеклтона – Роветта як останній розділ. З цим також згодні Марджері Фішер та Джеймс Фішер, біографи Шеклтона.
Журналіст, який оглядав судно експедиції Шеклтона – Роветта перед відчаленням, потім написав: "Прилади! Прилади! Всюди прилади!".  Він мав на увазі бездротовий зв’язок, "вороняче гніздо" з електричним підігрівом та прилад на кшталт одографа, який міг простежити та записати маршрут та швидкість корабля.

## Дивись також
- Історія Антарктиди